# Farkas Gábor Gábriel
Farkas Gábor Gábriel (Budapest, 1976. április 1. –) magyar énekes, festőművész, színész.
Édesanyja Szabó Mária, édesapja Farkas Péter.

## Élete és pályafutása
A balatonfüredi Bem József Általános Iskola ének-zenei tagozatos osztályába járt. Tagja és szólistája volt az iskola válogatott kórusának. A helyi zeneiskolában ajánlott hangszerek, a klarinét és a cselló kipróbálása után hatodikos korában a vágyott hangszeren, a zongorán kezdett tanulni Vönöczky Gézától, aki hamar felfedezte a fiú lelkesedését a háború előtti sanzonok iránt és órák után régi slágereket tanított neki. 1994-ben végzett a III. Béla Gimnázium Rajz Vizuális Nyelv és Művészet tagozatán (Zirc). Ottani tanára Szűcs István volt.
A gimnáziumi évek alatt találkozott Vogel Róberttel, akinek rendezésében sok megyei színjátszófesztiválon szerepeltek. Az egyik fesztiválon a saját rendezésében Örkény István Egyperces novelláiból mutatott be etűdöket Reider Lászlóval, s a produkció megkapta a rendezői különdíjat. A különdíj egy felsőfokú rendezői tanfolyam volt Paál Istvánnal, Máté Lajossal és Duró Győzővel. Még az érettségi előtt 16 évesen letette a felsőfokú rendezői vizsgát, de csak az érettségi után vehette kézbe az oklevelet. A gimnáziumi évek alatt kisebb zenekarokban billentyűs, vokalista és énekesként játszott, többek között a Helikon Fesztiválon harmadik helyezést értek el a The Ears formációval. Nyaranta különböző művészeti kurzusokra, táborokba járt és így ismerkedett meg Uray Péterrel, valamint Mizser Pállal.

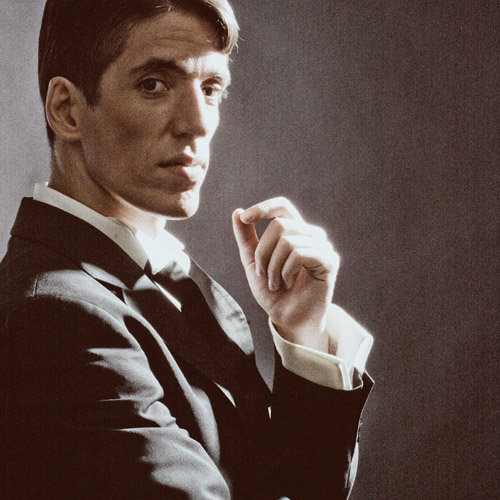
Kiss Csanád felvétele

A Magyar Képzőművészeti Egyetem festő szakán 2000-ben fejezte be tanulmányait. A Budapesti Moulin Rouge énekes konferansziéjaként performanszban celebrálta diplomáját, amely annyira elsöprő volt, hogy másnap minden jelentős napilap foglalkozott vele. A színpadon aratott siker után nem maradtak el a továbbiak sem, hiszen a műemlék épület falát díszítő, nagyszabású falfestményével is kivívta a nagyérdemű elismerését. A műemlék épületben 2x7 méteres falfestménye a Moulin Panno, védettséget élvez. A diploma megszerzése után Gábriel a zenés színház felé fordult és ma leginkább megrendelésekre fest. Figuratív képein az autentikus kabaré-varieté, cirkuszi, és revüvilág témája jelenik meg. Képei új nézőpontot alkotnak a figuratív festészetben a klasszikus táblaképfestészet technikáinak újraértelmezésével.
Gábriel sokoldalú művész, színpadi tehetsége korán megmutatkozott. Emlékezetes a Kabaré konferansziéjának megformálása, amelyről a Broadway legnagyobb alakjai is elismerően nyilatkoztak, köztük Harold Prince, Liza Minnelli és Peter Howard is. Alakítását a Színészkamara Színész I. oklevéllel díjazta. (az EznemugyanaAz MusicalShow - színész II., Vidám Színpad után). Nemzetközi sikerei revüszínházakban és színházi fesztiválokon (Obscenes – Liverpool, Salt&Sugar – Kijev) folytatódtak, ahol a musical dalok mellett a klasszikus magyar orfeum- és táncdalok angol változataival és jazz-sztenderdekkel nyűgözött le mindenkit.
Mesterei: Garay Attila, Paál István, Bakó Gábor, Kalmár Péter.
Az utóbbi években a Magyar Színházban bemutatott Roman Polański Vámpírok bálja című előadásban Koukol szerepét játssza. A székesfehérvári Vörösmarty Színház Godspell című musicaljében Júdás, a Kabaré c. musicalben a konferanszié szerepében látható, amelyet Veszprém, Békéscsaba és Sopron követett és követ egészen máig. A szolnoki Szigligeti Színház Jézus Krisztus Szupersztár című musicaljében Heródest alakítja. 2011-ben csatlakozott a Centrál Színház Avenue Q című musicaljének társulatához Nicky, Ricky, Kuki Mumus és Rosszcsontmackó szerepeiben. Az Orfeum pesti mulatóban pedig a Sinatra&Friends, az Egy darabot a Szívemből, a Liza&Me, a New York–Budapest, illetve a Night and Day című önálló jazz-estjeiben látható.
Szólólemezének célja a magyar klasszikus tánczene sztenderdizálása, amelyben egy duett kedvéért (Szerelemhez nem kell szépség) maga Psota Irén is közreműködik. Az Ajándék című album előértékesítése 2013 decemberében megtörtént. Gálvölgyi János színművész ajánlása mindenképp figyelemre méltó a lemezzel kapcsolatban: "...régi, nagy slágerek, egy fantasztikusan tehetséges művész előadásában. Évek óta figyelem a munkásságát, és ezzel a lemezével is maradandó élményt nyújt, hiszem, hogy nem csak nekem..."

## Színházi szerepei
| - Avenue Q- Nicky, Ricky, Kuki Mumus, Rosszcsontmackó- Centrál Színház Bemutató: 2009. február 28. - Vámpírok bálja- Koukol- Pesti Magyar Színház Bemutató: 2007. június 30. - Jézus Krisztus Szupersztár- Heródes- Szolnoki Szigligeti Színház Bemutató: 2011. április 15., 16. - Kabaré- Konferanszié Országos turné: Győri Nemzeti Színház. Bemutató 2003. május 5. Székesfehérvári Vörösmarty Színház. Bemutató: 2009. december 17. Veszprémi Petőfi Színház. Bemutató: 2011. október 7. Békéscsabai Jókai Színház. Bemutató: 2012. május 23. Soproni Petőfi Színház. Bemutató: 2012. december 1. - Mosolyorfeum-konferanszié Bemutató: Eötvös 10 Közösségi és Kulturális Színtér - Vuk – Mesélő - Művészetek Palotája Bemutató: 2013. március 8. Inversedance - Fodor Zoltán Társulata | - Godspell - Júdás - Székesfehérvári Vörösmarty Színház Bemutató: 2010. december 17. - Arany-Óra - Énekes, rajz, látvány - Művészetek Palotája Bemutató: 2008. október 19. - Dr. Bubó - Panziós mókus - Papp László Sportaréna Bemutató: 2008. május 31. - Só és Cukor (Salt & Sugar) - Salt - Merlin Színház Bemutató 2006. december 3. - A 3 Testőr - James, komédiások királya - Kongresszusi Központ Bemutató: 2006. október 13. - Ez Nem Ugyanaz - Konferanszié- Vidám Színpad, országos turné Bemutató: 2004. december 5. - Revue Déjà Vu - Konferanszié, énekes, férfi szólista (Lucifer, főpincér, bohóc, állatidomár, tangolita, némafilmsztár, broadway-hollywoodi show-sztár) Budapesti Moulin Rouge Bemutató: 2000. március 8. |

## Díjai
- VIII. Budapesti Nemzetközi Cirkuszfesztivál: a zsűri különdíja (A Szentpétervári Cirkusz Igazgatójának felajánlásával, először a cirkusztörténelemben nem versenyszám, hanem Ring-master kapott különdíjat.)
- Gundel Művészeti Díj - jelölés Operett-Musical Kategóriában, 2009

## Estjei
Az Orfeum, a pesti mulató állandó helyet biztosít azoknak, akik igényes szórakozásra vágynak. Gábriel estjei különlegesek, hiszen a dalokhoz fűződő anekdotákkal színesített koncertprogramokon igazi időutazásban részesülhetnek a nézők.
Sinatra és barátai
Farkas Gábor Gábriel és zenekara 10 éve játszik együtt (Csák Péter – zongora, Farkas Péter Bubu – basszus, Földesi Attila – ütőhangszerek, Héder Imre – tenorszaxofon). Zenéjük a magyar dzsesszpalettán a klasszikus sztenderd, könnyen hallgatható (easy listening) örökzöld zenét képviseli. A Sinatra és barátai (Az amerikai és magyar könnyűzene klasszikusai) című műsorában Dean Martin, Sammy Davis Jr., Frank Sinatra, Nat King Cole, Mel Tormé, Tony Bennett, Liza Minnelli és Tom Jones ismert, és sokak által kedvelt dalait idézi fel.
Egy darabot a szívemből
Máté Péter sokak által kedvelt énekes és dalszerző. Dalai halála után is nagy népszerűségnek örvendenek, és nem vesztettek értékükből. Az Orfeum által havonta megrendezett esten felcsendülő magyar könnyűzene klasszikus dalai bizonyára sokak számára ismerősen csengenek. Ezen az esten nemcsak a legendás énekes, hanem kortársai dalai is hallhatóak, ezzel tisztelegve Máté Péter előtt. Gábriel és zenekara a két világháborútól kezdve a 80-as évek elejéig tartó időszakból válogatott. Kedvelt kabaré daloktól az 50-es évek táncdalain át játsszák újra Hollós Ilona, Máté Péter, Mikes Éva és Szécsi Pál zenéit.
Liza&Me
Ez az orfeumi est a musicaltörténelem egyik legelragadóbb színésznője, Liza Minnelli előtt tiszteleg. Gábriel a Kabaré konferansziéjaként vezeti be a nézőt ebbe a csodálatos világba. A jazz trió élőzenei kíséretét ezen az estén fúvósokkal bővíti, hogy a leghitelesebb módon szólaljanak meg Liza Minnelli életének meghatározó dalai. Fred Ebb és John Kander szerzőpáros nagy sikerű munkáiból válogatva Liza Minnelli életének olyan meghatározó dalai csendülnek fel, mint a Kabaré, a Chicago és a New York, New York. Hallhatók még olyan ikonikus szerzők művei is, mint Henri Mancini, Jule Styne, vagy Stephen Sondheim.
New York – Budapest
Kis színpad, és egy kivételes tehetség. Úgy érezzük, mintha nem is Budapesten lennénk, hanem épp a Broadway-n járunk. A zenekar, a hangzás, a fények, a kivételes miliő mind megadja a hangulatot ehhez.
Night and day
Cole Porter, a '20-as évek Amerikájának legnépszerűbb dalszerzője. Az est során életművének legjobb válogatásával egy koncertszínház keretein belül találhatjuk magunkat. Linda Porter szerepében Balogh Anna látható, Cole Portert Farkas Gábor Gábriel alakítja.

## Kiállításai
- Párizsi Nemzetközi Modern - Cirkuszfesztivál - Festival Mondial du Cirque de Demain, 2013. január
- Hungarikonok - Bécs, Keszthely, Balatonfüred
- Café Báró Eötvös 10 Művelődési Ház, Budapest, 2010. október 14.
- Poszt (Pécsi Országos Színházi Találkozó), Pécs, 2009. június 9.

## Lemezei
- Ajándék - Psota Irén közreműködésével (2013)
- Revue Déjà Vu - Original Cast Recording
- Mese és Rajzfilmsláerek - Siménfalvy Ágota közreműködésével (2009-Warner Music)
- AranyÓra - Kováts Kriszta közreműködésével, a Fool Moon-nal és Szirtes Edina Mókussal (2008-Gryllus)